# Suslic tacat europeu
El suslic tacat europeu (S. suslicus) és una espècie de rosegador esciüromorf de la família dels esciúrids. Spermophilus suslicus consta de tres subespècies: S. s. boristhenicus, S. s. guttatus, i S. s. suslicus. Es troba a Belarús, a Moldàvia, a Polònia, a Rússia i a Ucraïna, i el seu màxim risc és la pèrdua d'hàbitat.